# アイダホ (戦艦)
アイダホ (USS Idaho, BB-42) は、アメリカ海軍の戦艦。ニューメキシコ級の3番艦。艦名はアイダホ州にちなむ。この名を持つ艦としては4隻目。

## 艦歴
「アイダホ」は1915年4月5日にニュージャージー州カムデンのニューヨーク造船所で起工され、1917年6月30日にH・A・リモンズ夫人（アイダホ州知事の孫娘）により命名、進水し、1919年3月24日に初代艦長C・T・ヴォーゲルゲザング大佐の指揮下就役した。
「アイダホ」は4月13日にグアンタナモ湾の沖で整調訓練を行った。その後ニューヨークに戻り、ブラジル大統領エピタシオ・ペッソアを乗船させリオデジャネイロへ向かった。7月6日に護衛艦と別れ、7月17日にリオデジャネイロに到着。その後パナマ運河に向かい、カリフォルニア州モントレーに到着。9月に太平洋艦隊に加わった。「アイダホ」は他の弩級戦艦と共に艦隊演習を行い、9月13日にはウッドロウ・ウィルソン大統領の閲艦を受けた。1920年には海軍長官ジョセファス・ダニエルズと内務長官（フランクリン・K・レーンとジョン・B・ペインのいずれかはっきりしない）を乗せ、アラスカの視察旅行に向かった。
「アイダホ」はアラスカから1920年7月22日に帰還し、その後カリフォルニア海岸及びチリ南部で艦隊演習を行った。1925年まで幾度となく演習を行い、その間に西海岸での多数の式典に参加した。「アイダホ」は1923年にシアトルで、ウォレン・ハーディング大統領が死の直前に行った閲艦式に参加している。1925年4月15日にハワイに向けて出航し、7月1日まで艦隊演習を行った後、サモア、オーストラリア、ニュージーランドを訪問した。巡航から帰還する間に、ハワイへ向かおうとしていた海軍の飛行家ジョン・ロジャースと彼の水上機及びクルーを乗せ、サンフランシスコに9月24日到着した。
続く6年にわたって、「アイダホ」はカリフォルニア州サンペドロ湾を拠点とし、カリフォルニア沖やカリブ海で演習を行った。1931年9月7日にサンペドロ湾を出航して東海岸へ向かい、9月30日にノーフォーク海軍工廠入りし近代化改修に着手した。装甲の強化、対潜防御区画、新型機材及び三脚マストが装備され、改修は1934年10月9日に完了。カリブ海で整調訓練を行った後、母港のサンペドロへ1935年4月17日に戻った。

「アイダホ」はデヨ少将の率いる艦砲支援グループおよび第4砲撃部隊の旗艦として1945年3月21日に出航した。3月25日に沖縄本島沖に到着し、日本軍の沿岸砲台及び施設への艦砲射撃を開始した。沖縄本島への上陸は4月1日に始まり、日本軍は特攻による絶望的な反撃を試みた。「アイダホ」は多数の日本軍機を撃墜した。4月12日に集中的な攻撃が行われ、「アイダホ」は5機の特攻機を撃墜したものの、自らも損傷を被った。応急修理の後4月20日に戦場を離れ5日後にグアムに到着した。
「アイダホ」は修理を終え、火力支援再開のため5月22日に沖縄本島沖に戻った。そこに6月20日まで留まり、その後レイテ湾で戦闘演習を行い8月15日の終戦を迎えた。
「アイダホ」は占領部隊の一部として8月27日に東京湾に入港した。9月2日には戦艦「ミズーリ」艦上で行われた降伏調印式典に参加した。4日後に帰国の途についた。パナマ運河を経由し、ノーフォークには10月16日に到着した。「アイダホ」は1946年7月3日に退役し、予備役艦隊で保管された。1947年11月24日にニューヨークのリプセット社にスクラップとして売却された。
「アイダホ」は第二次世界大戦の戦功により7個の従軍星章を受章した。